# Бэнкси против Бристольского музея
«Бэнкси против Бристольского музея» (англ. Banksy vs. Bristol Museum)— персональная выставка работ, организованная граффити художником и политическим активистом Бэнкси в Бристольском музее в Бристоле в период с 13 июня по 31 августа 2009 года. На протяжении 8 месяцев художник граффити Бэнкси готовил свою персональную выставку, план организации которого строго держался в секрете. Выставка была открыта в июне 2009 года и привлекла большое внимание общественности. Для самого художника выставка представлялась крайне значимой из-за того, что проходила в его родном городе, где он начинал свою карьеру художника граффити.
Художником были представлены более 100 работ, большинство из которых ранее не были показаны публике. Их он разместил в исторических залах Бристольского музея в самых неожиданных для посетителей местах. Среди его произведений можно было найти не только граффити, но и скульптуры, которые иронизировали над современными социальными, политическими или экономическими проблемами, объемные инсталляции, которые также раскрывали зрителю внутренние проблемы и переживания художника. Художник также обозначил зоны, в которых будут располагаться объекты.

### Концепция выставки
Главный вход был превращен в зал скульптур, сопровождаемый сгоревшим фургоном с мороженым, который издавал жуткий саундтрек из искаженных мелодий, а на его крыше таяло гигантское мороженое. В музейном зале «Геология / Минералы» посетитель мог найти «Охотников за тележками», нарисованных как будто на скале, а также сталактит в форме однопалого салюта. В Египетском зале Бэнкси нарисовал терракотового солдата с ценником «Сниженная цена», в своей секции «Скучные старые» тарелки спрятал бронзовую скульптуру балерины в противогазе, похожей на балерин художника Дега, а в секции «Дикой природы Великобритании» чучело лисы из музея сочеталось с плакатом «Альянс сельских жителей выступает за охоту на лис», окрашенным в кроваво-красный цвет. Бэнкси заставляет зрителей не просто бессмысленно бродить по залам и смотреть на работы, которые транслируют уже готовый взгляд художника, а самостоятельно задумываться над текущими проблемами, в том числе наиболее острыми и политическими. Кроме того, Бэнкси специально выбрал площадку в виде классического старого музея, чтобы столкнуть понимание современного и классического, правильных работ и вандализма в глазах зрителей. До этого объекты уличного искусства практически не экспонировались в залах классических музейных институций.
Многие из этих неочевидных инсталляций Бэнкси  были эфемерны, как и уличное искусство, то есть их также нельзя купить. Бэнкси высмеивает это даже в работе «Дом Милый Дом» — надпись, нарисованную поверх классической картины в рамке. Сам Бэнкси считает, что граффити одного человека — это произведение искусства другого (богатого) человека. Бэнкси также оставил музею одну скульптуру «Бюст ангела», который в настоящее время выставлен в музее. Он также подарил музею еще одну работу - скульптуру Иерусалима, которую сделал другой художник Тауфик Сальсаа.
По итогам выставки Бристольский музей выпустил каталог с наиболее яркими произведениями художника из данного показа.